# Jeannine Taylor
Jeannine Taylor est une actrice américaine née le 2 juin 1954 à Hartford, Connecticut. Elle est connue pour son rôle de Marcie dans Vendredi 13.

## Biographie
Jeannine Taylor naît le 2 juin 1954 à Hartford, dans le Connecticut. Sa mère, Diane (née Coperthwaite), est originaire de Fort Myers, en Floride. Elle est diplômée du Wheaton College, une université chrétienne d'arts libéraux située à Wheaton, dans l'Illinois.
Après avoir joué dans Vendredi 13 elle aurait annoncé quitter le cinéma, mais elle joue dans des productions off-Broadway : A Midsummer Night's Dream, Hijinks ! et Les parapluies de Cherbourg, et Seagulls au Cincinnati Playhouse, dans l'Ohio. 
Elle entame ensuite une carrière  en tant que responsable du marketing pour The Institutional Investor, un magazine sur l'industrie financière.
Elle se marie en 1990 avec James Whitney McConnell.

## Filmographie

### Cinéma
- 1980 : Vendredi 13 (Friday 13th) : Marcie[3],[2].

### Télévision
- 1981 : The Edge of Night (série télévisée) (Série TV) ; Une hôtesse de l'air
- 1982 : The Royal Romance of Charles and Diana (Téléfilm) : Samantha Edwards

### Théâtre
- Les parapluies de Cherbourg[4].